# Historische Eisenbahn Frankfurt

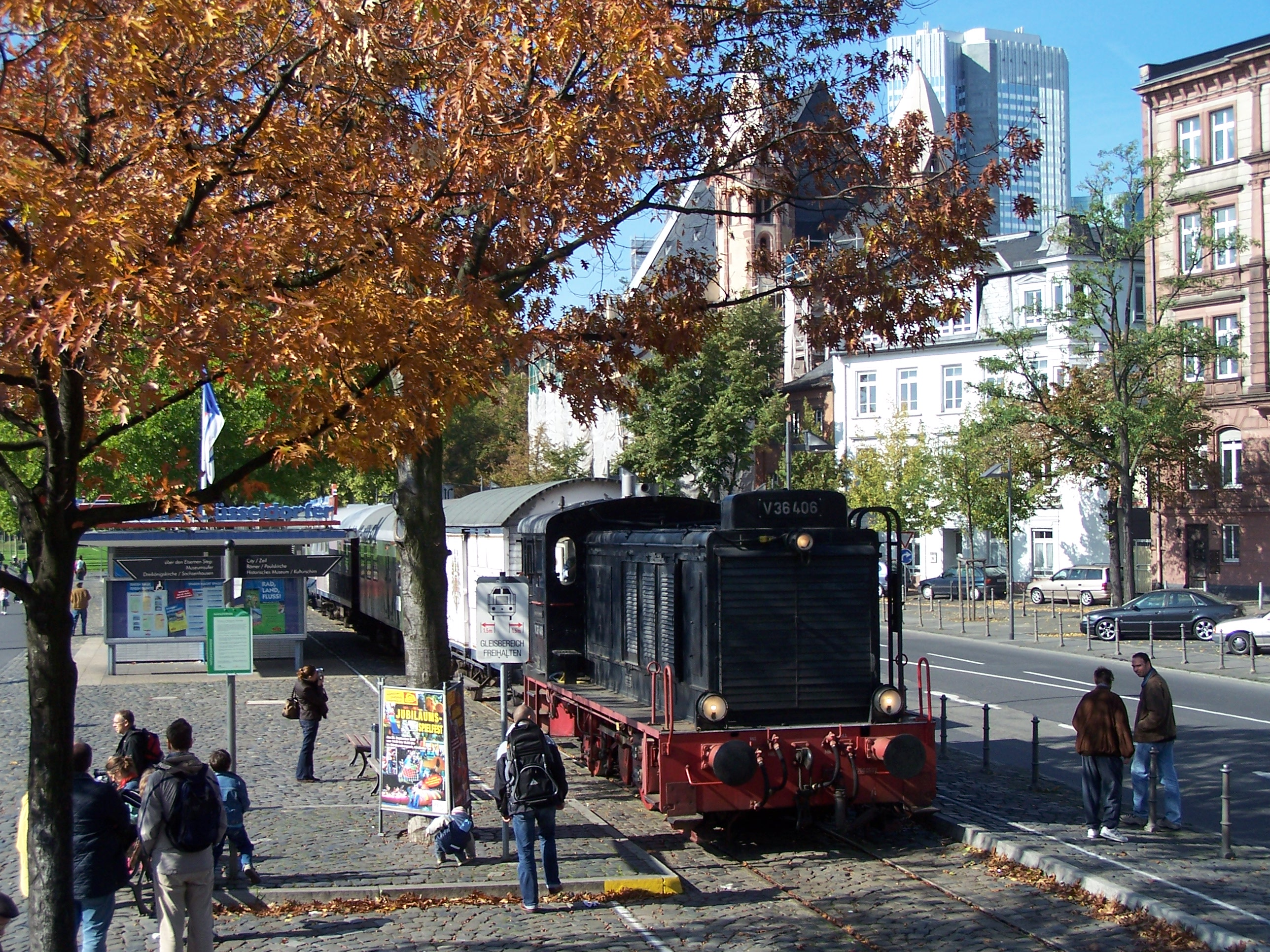
Dieselzug der HEF mit V 36 auf der Städtischen Verbindungsbahn Frankfurt am Main

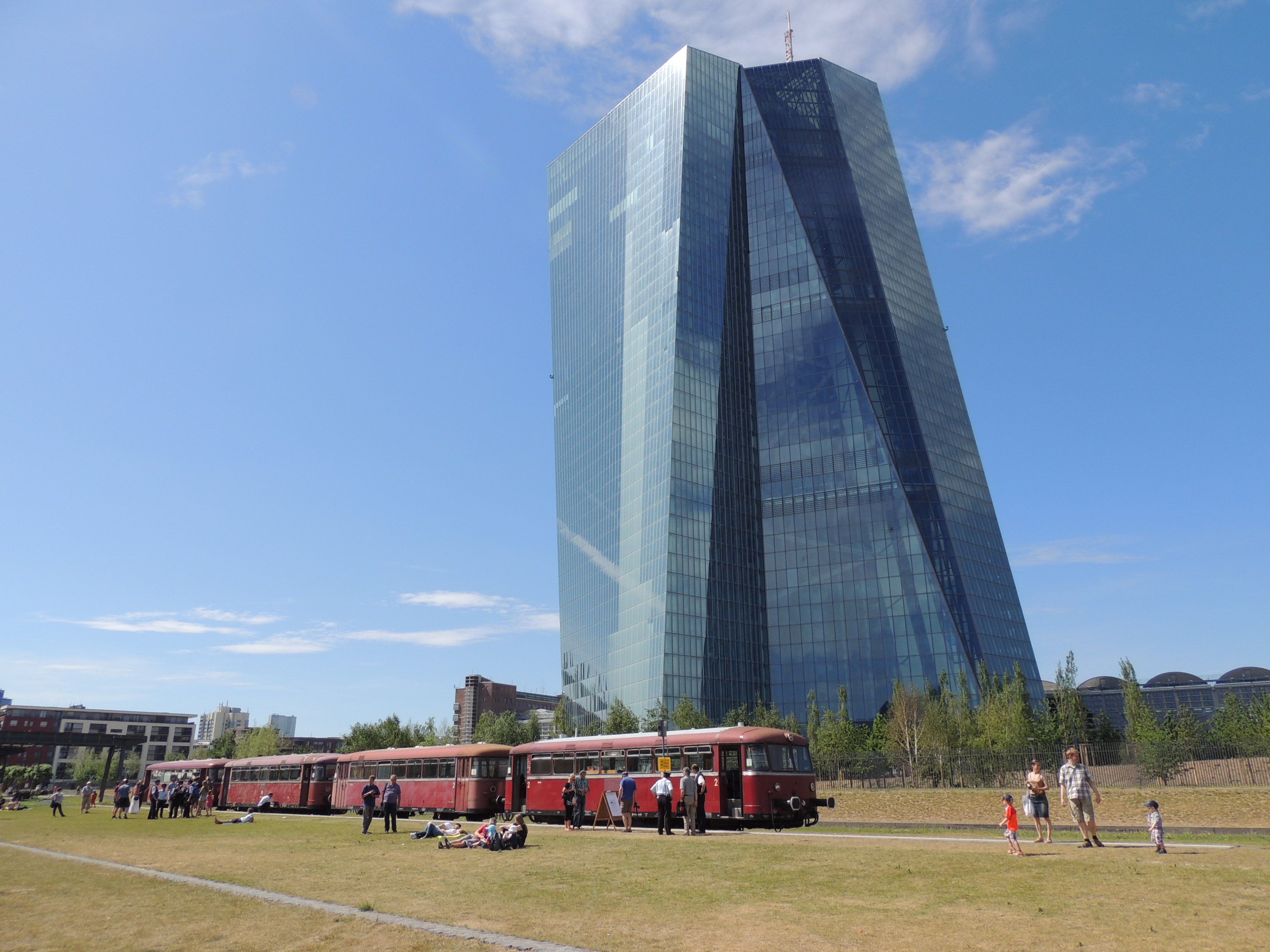
VT 98-Zugverband 2015 am neuen Haltepunkt „Europäische Zentralbank“

Die Historische Eisenbahn Frankfurt ist eine Museumsbahn in Frankfurt am Main. Der Verein wurde 1978 gegründet und hat zum Ziel, historisch wertvolle Eisenbahnmaterialien, vor allem Dampflokomotiven, als technische Kulturdenkmäler betriebsfähig zu erhalten.

## Betrieb

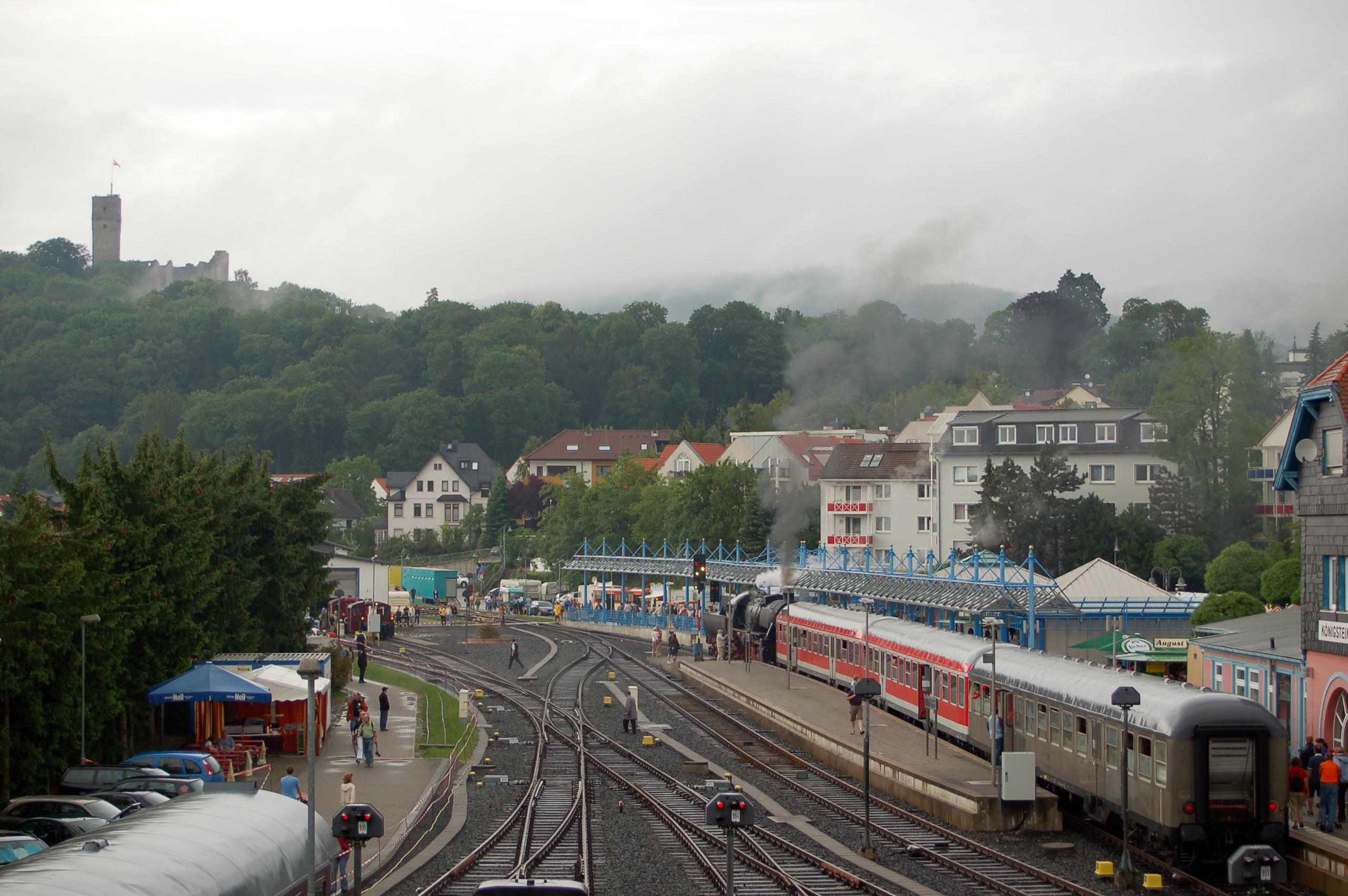
Bahnhofsfest Königstein

Seit 1979 findet an mehreren Wochenenden im Jahr ein regelmäßiger Museumsbetrieb auf den Gleisen der Frankfurter Hafenbahn statt. Die Züge pendeln vom Haltepunkt Eiserner Steg aus zwischen den Bahnhöfen Osthafen (am Güterbahnhof Frankfurt (Main) Ost) und Griesheim. Im April 2015 ist zusätzlich der Haltepunkt am Neubau der Europäischen Zentralbank hinzugekommen. Seit 1981 richtet der Verein jährlich an Pfingsten das Bahnhofsfest Königstein aus, zu dem auf der Königsteiner Bahn zwischen Frankfurt-Höchst und Königstein im Taunus verkehrt wird. Darüber hinaus werden Fahrzeuge der Historischen Eisenbahn Frankfurt zu Sonderfahrten in ganz Deutschland eingesetzt.

## Rollendes Material
Der Verein verfügt über mehrere betriebsfähige Lokomotiven. Die bekannteste und historisch bedeutendste war bis August 2019 die Schnellzugdampflokomotive 01 118 der Baureihe 01.

### Die Dampflokomotive 01 118

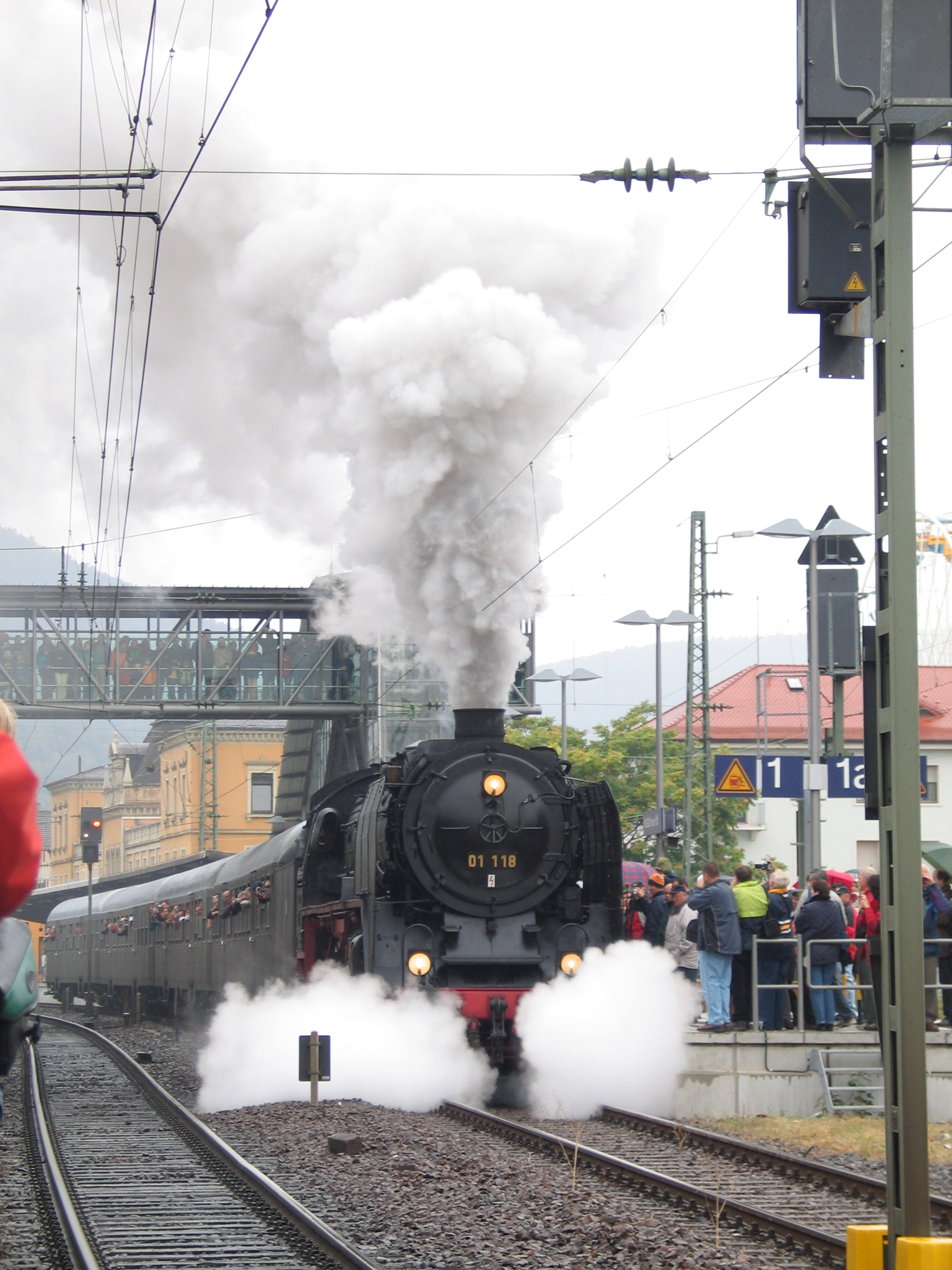
01 118 im Einsatz vor einem Personensonderzug in Neustadt (Weinstr.)

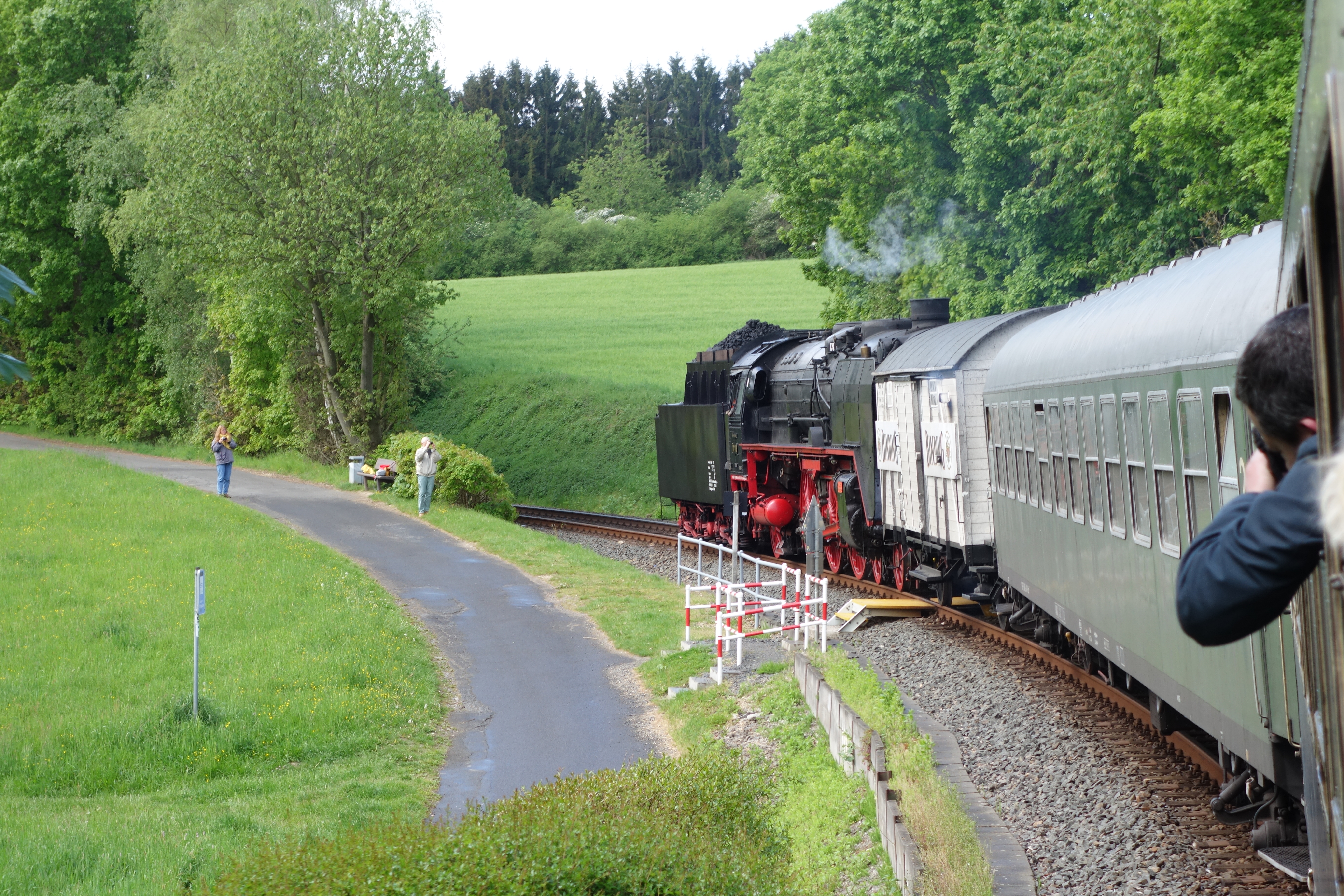
HEF-Pendelzug vom und zum Bahnhofsfest Königstein mit 01 118 sowie u. a. einem 26,4 Meter langen Schnellzugwagen in der engen 180°-Kurve bei Königstein

Die Lokomotive wurde 1934 von Krupp in Essen unter der Fabriknummer 1415 gebaut und als einzige ihrer Bauart bis heute ununterbrochen betriebsfähig erhalten. Sie wurde am 18. Dezember 1934 ausgeliefert und nachfolgend durch die Deutsche Reichsbahn am 24. Dezember 1934 technisch abgenommen. Der Kaufpreis für die Lokomotive mit Tender betrug 208.597 Reichsmark. Den Dienst nahm sie am 2. Januar 1935 auf. Im März 1939 wurde sie mit einer induktiven Zugbeeinflussung nachgerüstet.
Die Lokomotive war im Laufe der Zeit in verschiedenen mitteldeutschen Betriebswerken stationiert. Nach dem Ende des Zweiten Weltkriegs verblieb sie in der Sowjetischen Besatzungszone und wurde in den Bestand der Deutschen Reichsbahn eingegliedert, wo sie 1970 die EDV-Nummer 01 2118-6 erhielt.
Die Reichsbahn verzichtete während der gesamten Zeit ihres Einsatzes auf größere Umbauten und Modernisierungen. Dadurch blieb ihr Erscheinungsbild weitgehend unverändert erhalten, das insbesondere durch die großen Windleitbleche der Bauart Wagner geprägt ist. Anstelle des ursprünglichen genieteten Tenders wurde die Lokomotive mit einem Tender der Bauart 2'2'T 34 gekuppelt, den Borsig 1941 mit der Fabriknummer 15117 lieferte. Mehrfach wurde im Laufe der Jahre auch der Dampfkessel getauscht. Ihren heutigen Kessel, den insgesamt siebten, erhielt die Lok im Juli 1973. Er stammte ursprünglich von der 1937 gebauten 01 191 und war zuletzt auf der 01 089 eingesetzt.
Bis zum Verkauf an die Historische Eisenbahn Frankfurt am 5. November 1981 hatte sie laut Betriebsbuch insgesamt 3.559.271 Kilometer zurückgelegt. Ihr letztes Bahnbetriebswerk war das Bw Saalfeld der Reichsbahndirektion Erfurt.
Der Verkauf wurde über die Kunst und Antiquitäten GmbH abgewickelt, ein Unternehmen der Kommerziellen Koordinierung. Diese Abteilung des Außenhandelsministeriums der DDR unter Leitung von Alexander Schalck-Golodkowski hatte die Aufgabe, Devisen durch den Verkauf von Kunstwerken und Antiquitäten an Kunden im westlichen Ausland zu beschaffen. Nach dem Abschluss der Kaufverträge machte sich die Lok am 7. November 1981 zusammen mit zwei weiteren historischen Lokomotiven, der 35 1097 (ursprünglich 23 1097) und der 03 2098, auf den Weg in den Westen.
Seit 1981 wurde die Lokomotive für Sonderfahrten genutzt, zunächst auf der Frankfurter Hafenbahn, seit 1985 auch auf anderen Bahnstrecken. Die Lok unterlief 1991, 1995, 1999 und 2003 die erforderlichen Hauptuntersuchungen und konnte damit weiterhin für Sonderfahrten genutzt werden, die bis nach Frankreich, Luxemburg, in die Niederlande und in die Schweiz führten. Im Frühjahr 2004 erhielt die Lokomotive das Zugsicherungssystem PZB 90. Sie war bis 2019 in Frankfurt (Main) Osthafen stationiert.
Bis 2006 wurden die Sonderfahrten durch das Verkehrsmuseum Nürnberg organisiert. Außer bei den traditionellen Veranstaltungen der Historischen Eisenbahn Frankfurt trat sie beispielsweise auch im Rahmen der Route der Industriekultur Rhein-Main auf, z. B. beim Frankfurter Hafenfest im August 2006.
Abgesehen von den zahlreichen Photographien und Filmen, die Eisenbahnfreunde und Trainspotter bei jedem ihrer Auftritte produzieren, spielte die Lokomotive eine wichtige Nebenrolle in dem 2001 entstandenen TV-Melodram Geraubte Liebe, das der Hessische Rundfunk in Frankfurt drehte.
Die 01 118 ist Vorbild für mehrere Modelle in verschiedenen Spurweiten. 2004, zum 70-jährigen Jubiläum der Lokomotive, wurde ein Kleinserienmodell in Messing für die Nenngröße 1 vorgestellt. Auch ist sie als Großserienmodell für die Nenngröße TT in verschiedenen Varianten von BTTB und Tillig erhältlich. Märklin brachte ein Modell der Lokomotive in der Nenngröße H0 heraus.
Am 5. Juni 2019 teilte der Verein mit, dass die Lok bereits im Jahr 2013 aus wirtschaftlichen Gründen verkauft werden musste, um die Kosten für damals anstehende Instandhaltungsarbeiten decken zu können. Im Juni 2019 endete das vertraglich eingeräumte Nutzungsrecht des Vereins für die Lok. Sie wurde daher am 4. August 2019 in die Privatsammlung des Eigentümers Martin Viessmann in einer Halle in Battenberg (Eder) überführt und dort mit bis März 2020 gültigen Fristen abgestellt. Nach der Überführung wurde – wie von DB Netz geplant – die Streckenklasse der Anschlussstrecke aus Allendorf herabgesetzt, was für eine spätere Überführung nach Battenberg einen deutlich komplizierteren Transport per Straße erfordert hätte. Dies verhindert ebenso die einfache Rücküberführung der Lok in den Betrieb. Die Lok wird somit bis auf Weiteres nicht mehr unter Dampf stehen.

### Dampflokomotive 524867

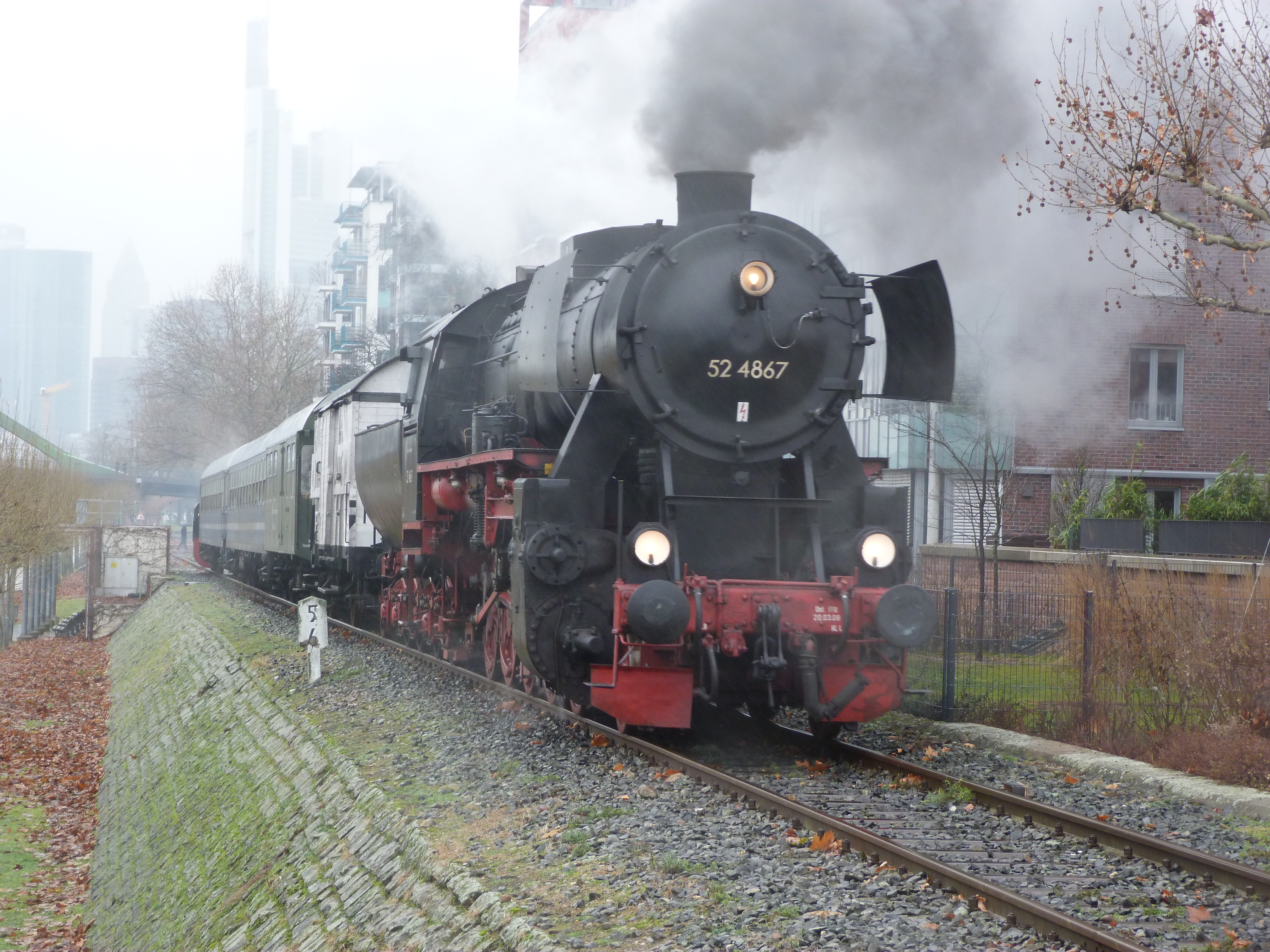
52 4867 mit einem Pendelzug auf der Hafenbahn

Die Güterzuglokomotive 52 4867 wurde 1943 gebaut und blieb nach dem Zweiten Weltkrieg in Österreich. Sie kam 1980 von der Graz-Köflacher Eisenbahn- und Bergbaugesellschaft zur Historischen Eisenbahn Frankfurt.
Einen ungewöhnlichen Einsatz fuhr 52 4867 im Oktober 2007: Als an der Verbindungskurve der Bäderbahn (Homburger Damm) – einem normalerweise von der Linie RB 15 befahrenen Verbindungsgleis im Westen Frankfurts – die Gleise komplett saniert werden sollten, entschied sich die ausführende Firma aus Kostengründen, die Güterzuglokomotive von der Historischen Eisenbahn Frankfurt als Zugmaschine für die schweren Arbeitszüge zu chartern. 52 4867 zog in einer 64-stündigen Dauerschicht mit Gleisschotter beladene Wagen zum Güterbahnhof Frankfurt (Main) Höchst. Zu weiteren Arbeiten auf der Main-Neckar-Brücke wurde die 52 an Ostern 2008 ebenfalls eingesetzt. Da im Frühling 2022 die Fristen der Lokomotive ausliefen und aufgrund der Corona-Pandemie nicht die notwendigen Mittel vorhanden waren, die Hauptuntersuchung wie bisher im Dampflokwerk Meiningen durchführen zu lassen, wurde sie bis November 2022 in Eigenregie durchgeführt.

### Weitere Triebfahrzeuge

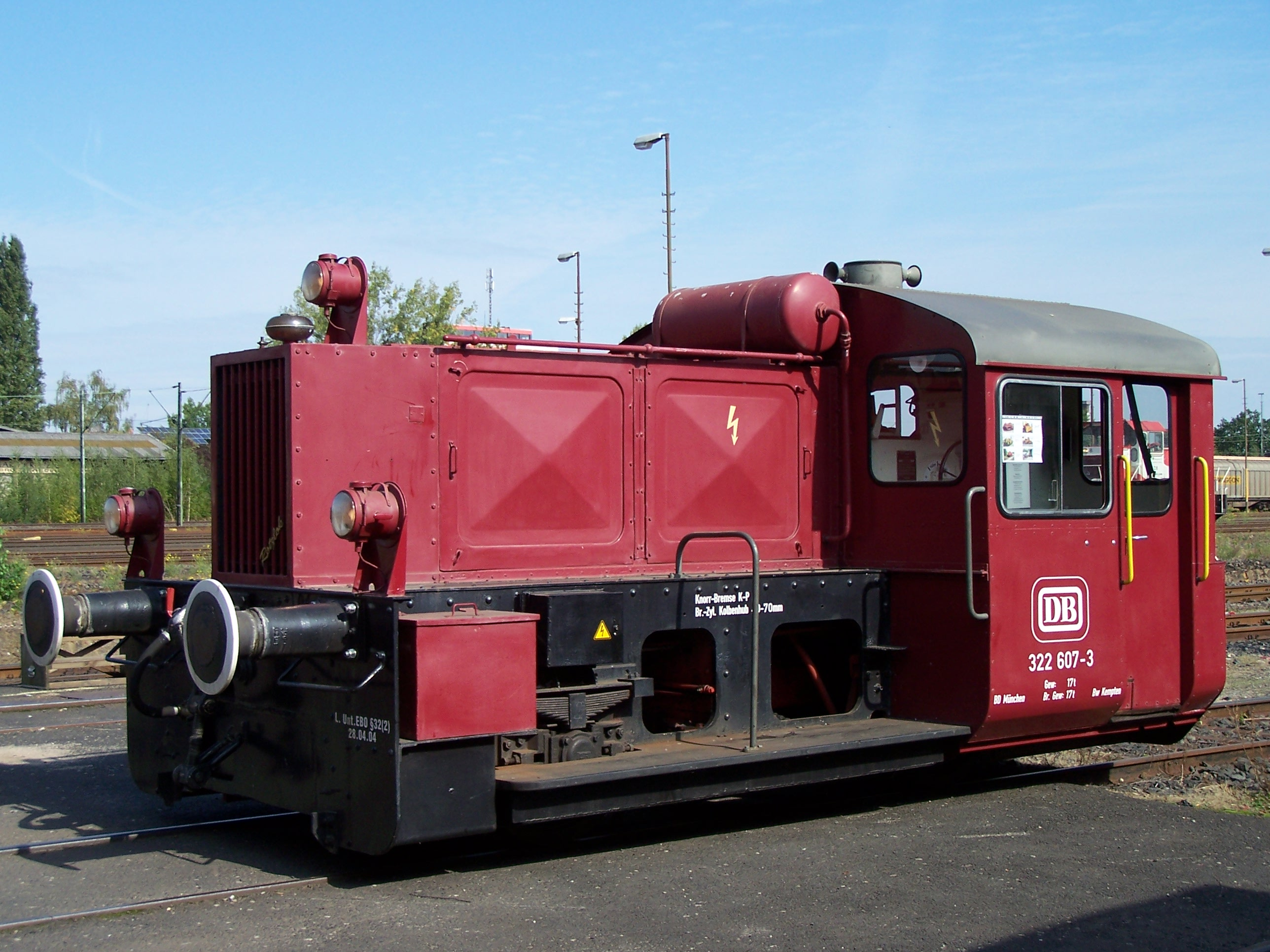
Köf II

Der Verein verfügt außerdem über folgende Triebfahrzeuge:
- 2 Diesellokomotiven der Baureihe V 36. Die beiden 1950 gebauten V 36 405 und V 36 406 der Deutschen Bundesbahn wurden nach ihrer Ausmusterung 1981 bzw. 1979 von der Historischen Eisenbahn Frankfurt erworben. Von ihnen wird die V 36 406 betriebsfähig erhalten.
- 2 Kleinlokomotiven der Leistungsgruppe II:
  - Die 1942 gebaute Kö 5712 war zunächst bei der Heeresversuchsanstalt Peenemünde eingesetzt und gelangte nach dem Krieg zur Deutschen Reichsbahn in Erfurt. 1995 ausgemustert, wurde sie ab 1998 aufgearbeitet und ist seit 2000 wieder betriebsfähig.
  - Die 1934 gebaute Köf 4293 befindet sich in Privatbesitz. Sie wird seit ihrer Aufarbeitung 2004 leihweise von der Historischen Eisenbahn Frankfurt eingesetzt.

Eine Vorserien-V 36 (LDF 300 C) befindet sich heute im Technik-Museum Speyer. Die Lokomotive wurde 1938 von Schwartzkopff (BMAG) für die Wehrmacht hergestellt und schließlich 1962 von der Steinhuder Meer-Bahn mit der Nummer 271 an die Stadt Frankfurt verkauft. Für den Einsatz bei den Stadtwerken Frankfurt wurde das dort als Nr. 2018 eingestellte Fahrzeug mit einem Stromabnehmer zur Steuerung von Signalen und Weichen auf einer Strecke der ehemaligen Frankfurter Lokalbahn ausgestattet. Die Lokomotive wurde 1980 wegen eines Risses im Motorblock abgestellt und an die Historische Eisenbahn Frankfurt abgegeben.
Eine Garnitur Uerdinger Schienenbusse, bestehend aus dem Motorwagen 798 629-2, dem Steuerwagen 996 683-9 und dem Beiwagen 998 175-4 ist derzeit an die Eifelbahn Verkehrsgesellschaft mbH in Linz vermietet, wobei der Beiwagen nicht betriebsfähig abgestellt ist.
Des Weiteren erwarb die HEF im Jahr 1984 die Schnellzugdampflokomotive 18 314 von der DR. Bereits kurze Zeit später wurde die Lok nach Sinsheim ins Technikmuseum überführt, wo sie heute noch zu sehen ist.

### Reisezugwagen
Der Verein besitzt eine Reihe von historischen Reisezugwagen, darunter fünf vierachsige Waggons der Baureihe Bm 234, einen Salonwagen, zwei dreiachsige Wagen der Baureihe 3yg sowie zu deren Stromversorgung einen Wagen der Baureihe Gms.